# Marco Hangl
Marco Hangl (Samnaun, 20 aprile 1967) è un ex sciatore alpino svizzero.

## Biografia
Marco Hangl proviene da una famiglia di grandi tradizioni nello sci alpino: anche i fratelli Christian e Martin e le nipoti Célina e Jacqueline hanno fatto parte della nazionale svizzera. In Coppa del Mondo ottenne il primo piazzamento il 23 novembre 1991 a Park City in slalom gigante (16º) e l'unico podio il 1º febbraio 1992 a Megève in supergigante (2º); prese parte a due edizioni dei Giochi olimpici invernali, Albertville 1992 e Lillehammer 1994, nelle quali sempre in supergigante si classificò rispettivamente al 6º e al 10º posto. Nella medesima specialità il 18 gennaio 1995 conquistò a La Thuile l'ultima vittoria (nonché ultimo podio) in Coppa Europa, ai Mondiali di Sierra Nevada 1996 (sua unica presenza iridata) si piazzò 13º e prese per l'ultima volta il via in Coppa del Mondo, il 3 marzo 1996 a Happo One (24º); si ritirò al termine di quella stessa stagione 1995-1996 e la sua ultima gara fu il supergigante dei Campionati svizzeri 1996, disputato 9 aprile a Verbier e chiuso da Hangl al 14º posto.

## Palmarès

### Coppa del Mondo
- Miglior piazzamento in classifica generale: 41º nel 1992
- 1 podio:
  - 1 secondo posto

### Coppa Europa
- Miglior piazzamento in classifica generale: 10º nel 1990
- Vincitore della classifica di supergigante nel 1993
- 2 podi (dati dalla stagione 1994-1995):
  - 1 vittoria
  - 1 secondo posto

#### Coppa Europa - vittorie
| Data            | Località  | Paese  | Specialità |
| --------------- | --------- | ------ | ---------- |
| 18 gennaio 1995 | La Thuile | Italia | SG         |

Legenda:

SG = supergigante

### Campionati svizzeri
- 3 medaglie (dati parziali fino alla stagione 1994-1995):
  - 2 ori (slalom gigante[senza fonte] nel 1993; supergigante nel 1995)
  - 1 bronzo (slalom gigante nel 1995)